# Aphanius sureyanus
Aphanius sureyanus је зракоперка из реда Cyprinodontiformes и фамилије Cyprinodontidae. 

## Угроженост
Подаци о распрострањености ове врсте су недовољни.

## Распрострањење
Ареал врсте је ограничен на једну државу. 
Турска је једино познато природно станиште врсте.

## Станиште
Станишта врсте су слатководна подручја.